# Тиргамыш
Тиргамыш (устар. Дергамыш) — река в Башкортостане (Россия), левый приток Ташлы. Устье реки находится в 19 км по левому берегу реки Ташла. Длина реки составляет 25 км.
Протекает через селения Ивановка, Байгускарово (прежнее название Тиргамыш), Фёдоровка.
В верхнем течении носит название Дергамыш.
Притоки: Казя (левый), Янгыс (левый), Яманкаса (правый).

## Данные водного реестра
По данным государственного водного реестра России относится к Уральскому бассейновому округу, водохозяйственный участок реки — Урал от Магнитогорского гидроузла до Ириклинского гидроузла, речной подбассейн реки — подбассейн отсутствует. Речной бассейн реки — Урал (российская часть бассейна).
Код объекта в государственном водном реестре — 12010000312112200002875.